# ۵۰۰ (قمری)
۵۰۰ (قمری)، پانصدمین سال در گاهشماری هجری قمری است. اول محرم این سال برابر با نهم سپتامبر سال ۱۱۰۶ میلادی است.

## وابسته
- خجندیان